# Rau ngót chân ngắn
Rau ngót chân ngắn (danh pháp khoa học: Sauropus brevipes) là một loài thực vật có hoa trong họ Diệp hạ châu. Loài này được Müll.Arg. miêu tả khoa học đầu tiên năm 1863.